# Plebanowo
Plebanowo – wieś w Polsce położona w województwie podlaskim, w powiecie sokólskim, w gminie Krynki.
W czasach zaborów w granicach Imperium Rosyjskiego, w guberni grodzieńskiej, w powiecie grodzieńskim.
W latach 1921–1939 leżała w Polsce, w województwie białostockim, w powiecie grodzieńskim, w gminie Krynka.
Według Powszechnego Spisu Ludności z 1921 roku zamieszkiwało tu 199 osób, wszystkie były wyznania rzymskokatolickiego i zadeklarowały polską przynależność narodową. Było tu 30 budynków mieszkalnych.
Miejscowość należała do parafii prawosławnej i rzymskokatolickiej w Krynkach. Podlegała pod Sąd Grodzki w Krynkach i Okręgowy w Grodnie; właściwy urząd pocztowy mieścił się w Krynkach.
W wyniku napaści ZSRR na Polskę we wrześniu 1939 miejscowość znalazła się pod okupacją sowiecką. 2 listopada została włączona do Białoruskiej SRR. 4 grudnia 1939 włączona do nowo utworzonego obwodu białostockiego. Od czerwca 1941 roku pod okupacją niemiecką. 22 lipca 1941 r. włączona w skład okręgu białostockiego III Rzeszy. 
W latach 1954–1959 wieś należała i była siedzibą władz gromady Plebanowo, po jej zniesieniu w gromadzie Górka. W latach 1975–1998 miejscowość administracyjnie należała do województwa białostockiego.

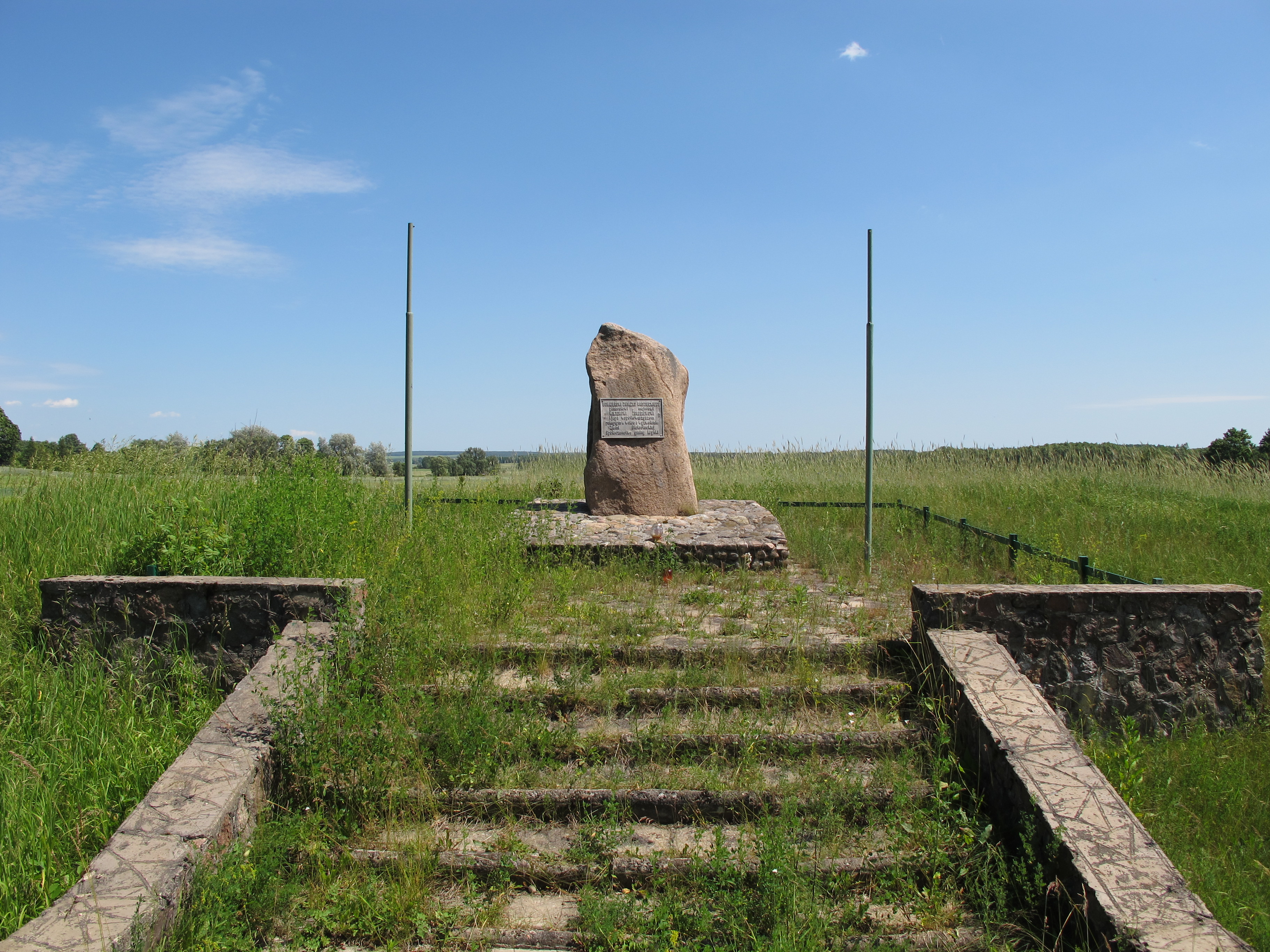
Pomnik Wiktora Żołudiewa

Po wschodniej stronie szosy znajduje się pomnik w miejscu śmierci 24 lipca 1944 radzieckiego gen. mjr. Wiktora Żołudiewa, dowódcy 35 Korpusu Strzeleckiego 3 Armii 2 Frontu Białoruskiego.
Wierni kościoła rzymskokatolickiego należą do parafii św. Anny w Krynkach.